# Покровская церковь (Ремонтное)
Покровский храм —  бывший православный храм в селе Ремонтное Ремонтненского района Ростовской области Русской православной церкви.

## История
В 1849 году на сходе первопереселенцев станицы Ремонтной была создана сельская община и было решено построить в станице часовню. После получения разрешения от Астраханской Духовной консистории, в 1850 году часовня была построена и освящена в честь Покрова Божией Матери. В сентябре 1851 года часовня сгорела.
В конце 1851 года в станице было решено построить новую походно-улусную церковь (передвижную). В 1852 году около сгоревшей часовни в станице Ремонтной был построен и открыт молитвенный дом. В 1853 году церковь была освящена священником Василием Дилигенским.
Через три года церковь была передана в станицу Торговую, а жители станицы Ремонтной решили строить другую церковь. Церковь Покрова Божией Матери была построена в конце 50-х — начале 60-х годов XIX века. В церкви, относящейся ко второй категории, в штате состояли священник, дьякон и псаломщик. В октябре 1873 года при Покровской церкви открыли первую в округе церковно-приходскую школу.
В 1891 году рядом с Покровской церковью построили и освятили здание мужской церковно-приходской школы. Рядом с мужской школой в 1892 году было построено здание женской церковно-приходской школы, там же находилась народная сельская школа.
В 1895 году в Покровской церкви был проведен ремонт, к ней пристроили приделы. С этого времени Покровская церковь, кроме главного престола во имя иконы Покрова Божией Матери, имела приделы: северный — во имя святого равноапостольного царя Константина и равноапостольной царицы Елены и южный — во имя Святителя Митрофана Воронежского. Приделы церкви освятил священник Иоанн Нигровский. Для церкви на пожертвования прихожан были куплены богослужебные сосуды, подсвечники, паникадила и лампады. Иконы для церкви писал московский мастер Семён Шварёв.
В 1920 году в Российском государстве была провозглашена Автономная область калмыцкого народа, куда и отошло село Ремонтное. В июне 1921 года Ремонтному присвоили статус города. Органом местной власти стал Ремонтненский городской Совет. В 1923 году Ремонтное вновь переименовали в село, ставшее волостным и уездным центром.
В годы Советской власти начались гонения на церковь, однако Покровская церковь продолжала функционировать. Богослужения а ней шли вплоть до 1934 года, после чего церковь официально закрыли. В 1936 году здание церкви было разрушено. На её месте было построено кафе «Огонёк». В память о разрушенном храме в станице у дома культуры установлена памятная арка с золочёным куполом и православным крестом.

## Настоятели
В разное время настоятелями Покровской церкви были:
- Василий Дилигенский (дьякон Иосиф Кузьмин (1851).
- Иоан Граников (дьякон Александр Орлов (1880).
- Ипполит Мельников (дьякон Александр Орлов, псаломщик Пётр Троицкий (1887).
- Иоан Нигровский (дьякон Леонид Лопатин, дьякон Стефан Быстролётов (оба 1891), дьякон Д.Дьяков (1894), дьякон Владимир Иконицкий (1896).
- Василий Кряжимский (1903—1905).